# Demar Phillips
Demar Constantine Phillips (ur. 23 września 1983 w Kingston) – jamajski piłkarz występujący na pozycji pomocnika. Zawodnik amerykańskiego klubu Austin Bold FC.

## Życiorys

### Kariera klubowa
Phillips zawodową karierę rozpoczynał w 2002 roku w klubie Waterhouse FC. W 2004 roku zdobył z nim Puchar Jamajki, a w 2006 roku mistrzostwo Jamajki. W 2007 roku podpisał kontrakt z angielskim Stoke City z Championship. W tych rozgrywkach zadebiutował 10 listopada 2007 w przegranym 0:1 pojedynku z Sheffield United. W Stoke spędził 2 lata. W tym czasie rozegrał tam 2 ligowe spotkania.
W 2009 roku Phillips odszedł do norweskiego klubu Aalesunds FK. W Tippeligaen zadebiutował 15 marca 2009 w zremisowanym 1:1 meczu z Tromsø IL. W tym samym roku zdobył z zespołem Puchar Norwegii. 21 marca 2010 w wygranym 2:0 spotkaniu z Hønefoss BK strzelił 2 gole, które były jednocześnie jego pierwszymi w Tippeligaen. W 2015 przeszedł do Real Salt Lake. W 2017 wypożyczony był do Real Monarchs.
19 kwietnia 2019 podpisał kontrakt z amerykańskim klubem Austin Bold FC, umowa do 30 listopada 2019.

### Kariera reprezentacyjna
W reprezentacji Jamajki Phillips zadebiutował w 2006 roku. W 2009 roku został powołany do kadry na Złoty Puchar CONCACAF. Zagrał na nim w pojedynkach z Kanadą (0:1), Kostaryką (0:1) i Salwadorem (1:0), a Jamajka zakończyła tamten turniej na fazie grupowej.